# 卡洛韋博拉
卡洛韋博拉（西班牙語：Calovébora），是巴拿馬的城鎮，位於該國中西部，由貝拉瓜斯省的聖達菲區負責管轄，面積1,127.3平方公里，海拔高度130米，2010年人口4,397，人口密度每平方公里3.9人。